# 709 Фрінілла
709 Фрінілла (709 Fringilla) — астероїд головного поясу, відкритий 3 лютого 1911 року.
Тіссеранів параметр щодо Юпітера — 3,212.